# Saint-Étienne-de-Valoux
Saint-Étienne-de-Valoux è un comune francese di 306 abitanti situato nel dipartimento dell'Ardèche della regione dell'Alvernia-Rodano-Alpi.

## Società

### Evoluzione demografica
Abitanti censiti